# Géfosse-Fontenay
Géfosse-Fontenay är en kommun i departementet Calvados i regionen Normandie i norra Frankrike. Kommunen ligger i kantonen Isigny-sur-Mer som ligger i arrondissementet Bayeux. År 2022 hade Géfosse-Fontenay 131 invånare.

## Befolkningsutveckling
Antalet invånare i kommunen Géfosse-Fontenay
Referens: INSEE